# Kowloon-Canton Railway Corporation
La Kowloon-Canton Railway Corporation (九廣鐵路公司), abbreviata in KCRC, è una compagnia pubblica  (di proprietà del governo di Hong Kong) che si occupa  dello sviluppo della rete ferroviaria e dei servizi di trasporto su rotaia da e per l'ex colonia britannica.